# Sheila Lawlor
Pour les articles homonymes, voir Lawlor.
Sheila Lawlor, baronne Lawlor, née le 17 octobre 1953 est la fondatrice et directrice de recherche de Politeia, un groupe de réflexion politique britannique.

## Biographie
Elle est auparavant chargée de recherche au Sidney Sussex College et au Churchill College de l'Université de Cambridge.
Le 14 octobre 2022, dans le cadre des distinctions politiques de Boris Johnson en 2022, elle est nommée pair à vie. Le 3 novembre 2022, elle est créée baronne Lawlor, de Midsummer Common dans la ville de Cambridge et prend son siège le 28 novembre 2022.